# Robert Rusler
Robert Rusler (Fort Wayne, 20 settembre 1965) è un attore statunitense.

## Carriera
Ex skater ed surfista a livello semiprofessionista, Robert Rusler ha debuttato nel 1985 nel film di John Hughes La donna esplosiva, a cui sono seguiti alcuni ruolo in film horror come Nightmare 2: La rivincita, Vamp ed A volte ritornano. Tuttavia il suo ruolo più conosciuto è quello di Warren Keffer nella serie televisiva Babylon 5.
In seguito, Robert Rusler ha recitato principalmente in serie televisive. Ha infatti preso parte a Star Trek: Enterprise, Cold Case - Delitti irrisolti, NCIS - Unità anticrimine, 24, The Closer, The Unit e Medium. Rusler è inoltre apparso nello spot televisivo della Heineken diretto da Oliver Stone. Ha recitato nel film del 1986 Thrashin' - Corsa al massacro.

## Doppiatori italiani
Nelle versioni in italiano delle opere in cui ha recitato, Robert Rusler è stato doppiato da:
- Saverio Indrio in Cold Case - Delitti irrisolti, S.W.A.T.
- Massimo Lodolo in A volte ritornano
- Alberto Bognanni in 24
- Giorgio Locuratolo in The Closer